# Marc Peirone
Marc Jean Jacques Peirone (Nizza, 1º agosto 1926 – Cagnes-sur-Mer, 10 ottobre 2013) è stato un cestista francese.

## Carriera
Con la Francia ha disputato i Campionati europei del 1951, segnando 10 punti in 3 partite.